# Miembro de honor de la Fundación Juan Ramón Jiménez
La distinción de Miembro de Honor de la Fundación Juan Ramón Jiménez la concede la Fundación excepcionalmente a personas o entidades.

## Galardonados
Lista de los galardonados con la distinción. 
| N.º | Galardonados                       |
| --- | ---------------------------------- |
| 1ª  | Francisco Garfias López            |
| 2ª  | José Quintero Ollero               |
| 3ª  | Francisco Hernández-Pinzón Jiménez |
| 4ª  | Universidad de Huelva              |